# Tyran zachodni
Tyran zachodni, tyran bahamski (Tyrannus verticalis) – gatunek średniej wielkości ptaka z rodziny tyrankowatych (Tyrannidae), zamieszkujący Amerykę Północną. Nie wyróżnia się podgatunków.
WyglądSmukła sylwetka i silny, czarny dziób. Głowa i potylica popielatoszare, gardło i pierś jasnoszare. Czarny kantarek i pokrywy uszne. Grzbiet i skrzydła szarozielone; spód żółty. Ogon czarny. Na ciemieniu pomarańczowoczerwona plama. Obie płci podobne.
RozmiaryDługość ciała 20–24 cm, rozpiętość skrzydeł 38–41 cm; masa ciała 37–46 g.
Zasięg, środowiskoGniazduje od południowo-zachodniej i południowo-środkowej Kanady przez zachodnie i środkowe USA po północny Meksyk. Zimę spędza w południowym Meksyku i Ameryce Centralnej po Kostarykę na południu.
Zamieszkuje tereny otwarte, rzadko porośnięte drzewami; często siedzi na drucianych ogrodzeniach lub drutach telefonicznych.
StatusIUCN uznaje tyrana zachodniego za gatunek najmniejszej troski (LC, Least Concern) nieprzerwanie od 1988 roku. Organizacja Partners in Flight w 2017 roku szacowała liczebność populacji na około 22 miliony dorosłych osobników. Trend liczebności populacji uznawany jest za wzrostowy.